# 直到瘋狂
《直到瘋狂》，為韓國MBC於2021年6月23日起播出的水木連續劇，由崔正仁導演與《魔女的法庭》的鄭道允編劇合作打造。此劇講述在終身聘用制消失後的職場，即將退休的中年上班族們，為了守護著工作而引發的搞笑又心酸的生存故事。
台灣由friDay影音、LINE TV、中華電信MOD、Hami Video跟播。

## 演員陣容

### 主要人物
| 演員   | 角色   | 介紹 | 粤語配音 |
| 鄭在詠 | 崔磐石 | 44歲，入職22年的人事部部長，性格冷靜、理性和溫暖，希望到60歲為止能繼續在現有崗位擔任開發者的中年工程師。他擁有卓越的電路設計能力，在他手中誕生很多熱銷家電和專利技術，但是他所在的部門即將被整頓，他面臨失業危機。他本來在事業部的核心開發部門工作，因無法接受的理由被擠到人事組，成為在冷衙門工作的職員。雖然自尊心令他想馬上辭職，但8歲的女兒和全租房貸款拖住了他的後腿。無論如何，他都要在人事部堅持下去，然後重新回到開發組。 | 何偉誠   |
| 文素利 | 唐子英 | 43歲，人事部組長，在人事部這個最被動的部門裏，最能工作的工作狂。從新入職開始，她的目標就是成為高級管理人員。在18年的通宵加班和瘋狂工作的姿態下，她有望達成目標。當沒有人事經驗的工程師磐石被調到人事部時，她經常勸他辭職。 | 陳雪瑩   |
| 李相燁 | 韓世權 | 37歲，開發一組組長，擁有帥氣臉龐和甜言蜜語，擅長公司政治和權謀，在任何不利的條件下，都能爭取自己想要的事物。他創造了銷售100萬臺洗碗機的神話，還獲得了「最年輕的開發1組組長」的頭銜。離婚後，他到了事業部創造職業上限，但子英是世界上唯一一個認為他是微不足道的人，因此他到了人事部找子英麻煩。 | 陳啟熾   |
| 金佳恩 | 徐娜莉 | 35歲，商品企劃組職員，擁有秀麗的美貌和令人羨慕的資歷，總而言之，美貌、能力、家世無一例外都是完美的。她在公司裏能把別人不敢說的話都說出來，高調地主導企劃會議。她正與世權談戀愛，幻想著與世權完美的未來，但他的前妻子英登場後，所有的一切都被破壞了，包括她與世權的關係。 | 楊婉潼   |

### 研究大樓
| 演員   | 角色   | 介紹 | 粤語配音 |
| 金南喜 | 申韓秀 | 品質保證組責任人，雖然擁有被業界頭、二位家電公司邀請的華麗資歷，以及他是卓越人工智能專家，但完全不懂看別人的眼色，然則可以用實力來彌補。他對有趣的事物會發揮驚人的集中力，但對討厭的會毫不關心。在公司內外，他總是與磐石交織在一起，令生活變得疲憊不堪。 | 陳漢祺   |
| 安內相 | 盧炳國 | 開發二組組長，磐石、秀坤、正弼的學校和公司前輩。他是研究大樓最年長的硬件開發者，有從歲月中磨練出來的慧眼，還有一種危機意識，那就是跟不上最近的潮流。 | 柯偉聰   |
| 朴成根 | 孔正弼 | 品質保證組組長，與磐石、秀坤一起共事的三劍客。雖然與磐石很親近，但不知為何磐石總是讓他產生緊張感。他生性嚴謹，講究原理和原則，是檢驗產品品質的良好特質。                                                                                                 | 馮瀚輝   |
| 朴元相 | 彭秀坤 | 採購組組長。他從開發者開始入職，在厭倦了這種生活後轉到了採購組。他擁有流利的口才，是無法討厭的氣氛製造者。 | 李家傑   |
| 董賢培 | 奇正賢 | 開發一組責任人，他既是算計敏捷的現實主義者，也是對吃虧的事情敏感的「實惠派」開發者，以精明強幹地能力而自豪，但被世權勢利的歇斯底里而受苦。 | 郭湛深   |
| 白民賢 | 安俊秀 | 開發一組職員，因優秀的學歷而很合世權意。雖然擁有優秀的技能，但依然是業務生疏的老幺開發者。因此，在不懂觀形察色的性格下，他偶爾會惹惱世權。 | 李家傑   |
| 金重基 | 高正植 | 研究大樓長，工業大學出身。現在因為業績低迷而有很大的壓力，當來自總公司的壓力越大時，他就會越苛刻地督促開發部工作。 | 黃尉斯   |
| 吳龍   | 片東日 | 開發統籌室長，光靠拍馬屁和觀形察就能當上室長的人。他能快速獲取事業部的精髓信息，具有不可思議的情報能力。 | 陳漢祺   |
| 孫藝智 | 杜多絮 | 採購組選任。 | 王綺婷   |
| 金允書 | 鄭星恩 | 開發2組選任。 | 馮詠恩   |
| 鄭成勳 | 尹基俊 | 商品企劃組組長。 | 葉子楓   |
| 李三右 | 姜民久 | 摩打驅動組組長。 | 周凱榮   |
| 楊宰賢 | 劉宇宗 | 摩打驅動組的責任人，後為組長。 | 張振熙   |
| 劉貞萊 | 魚偕美 | 開發3組的選任。 | 植婉雯   |
| 金圭道 | 車具雲 | 選任。 | 陳力航   |
| 金藝恩 | 吳惠妍 | 電子儀器開發組責任人。 | 馮詠恩   |
| 鄭賢哲 | 宋度均 | 開發2組責任人。 | 黃尉斯   |
| 具敏赫 | 全明宇 | 孔正弼升任中心主任後，接任品質保證組組長的人。 | 郭湛深   |
| 이혜지 | 金慧智 | 研發2組的職員。 | 盧曉彤   |

### 事務大樓
| 演員   | 角色   | 介紹 | 粤語配音 |
| 車清華 | 申正雅 | 財務組合同工代理，原任總公司財務部科長，在辭職後試圖開展事業失敗。結果，她淪為財務組代理合同工回到了舊公司，毫無怨言地過著公司生活。雖然是合同工，但公認是擁有良好財務能力。她與職業跳槽者韓秀如同兄妹一樣，無聊的時候會去跳槽網站夢想著成為自由人。 | 王綺婷   |
| 林賢秀 | 蘇尚旭 | 人事部代理，性格親切，無論是研究大樓還是事務大樓，都與職員關係密切。他天生愛管閒事，話多，好奇的事情也多。 | 葉子楓   |
| 千熙珠 | 桂寶藍 | 人事部職員，洋溢着清新的新生氣息的人事組新職員。雖然學習工作的熱情很高，但因為每一件事情都比較鬆懈，而且經常出現失誤，所以經常被人警告。 | 黎梓彤   |
| 金鎮浩 | 裴正卓 | 事務大樓常務，與中心主任高正植競爭。他對總公司的動向時刻保持高度警惕，與商品企劃組的娜莉是姐夫小姨子關係，住在一起。 | 李家傑   |
| 林一圭 | 吳在日 | 營業部部長，對正卓忠心耿耿。 | 郭湛深   |
| 劉相在 | 孫亨基 | 財務組組長。 | 陳力航   |

### 總部
| 演員   | 角色   | 介紹 | 粤語配音 |
| 趙福來 | 韓勝基 | 韓明電子總經理。雖然年紀小，但能用一句話讓人緊張。為了公司的利益，他不停地敲打著計算器，希望像任職其他子公司總經理的兄弟們一樣，證明自己的能力。雖然世權自認與他有交情而自豪，但實際上他對世權並沒有什麼想法。 | 張振熙   |
| 姜仁基 | 盧在烈 | 總公司經營戰略本部常務，受勝基信任的總公司實權高管。他是徹頭徹尾的能力主義者，作為接近權力頂層的人物，他偶爾會表現出無血無淚的樣子。                                                                           | 陳力航   |
| 姜延宇 | 朴勳正 | 本來任職於總部人事組，後來成為總經理祕書室科長，性格很好的職員。 | 劉達斌   |
| 朴昌宇 | 東奎   | 總部人事組代理。 | 張添勝   |
| 박진수 | 徐永德 | 韓勝基的下屬。 | 陳漢祺   |
| 朴基隆 | 朴基龍 | 首席技術官。 | 柯偉聰   |
| 김진구 |        | 總部的行政總裁。 | 郭湛深   |
| 곽민석 | 李韓鐘 | 監察組組長。 | 李家傑   |
| 張俊賢 | 李京勳 | 洗飯碟機故障小組代理。 | 黃尉斯   |

### 其他人物
| 演員     | 角色     | 介紹                                         | 粤語配音 |
| 崔德文   | 金英洙   | 韓明電子的前首席工程師。                     | 周鑫霆   |
| 南能美   | 金女士   | 崔判錫的母親。                               | 馮詠恩   |
| 宋約瑟夫 | 陳成浩   | 韓明電子前員工。                             | 陳力航   |
| 鄭藝娜   | 崔熙善   | 崔判錫的女兒。                               | 盧曉彤   |
| 崔允貞   | 唐敏英   | 唐子英的妹妹。                               | 黎梓彤   |
| 千英勳   | 唐順浩   | 唐子英的父親。                               | 陳力航   |
| 全汝珍   |          | 獵頭公司室長。                               | 植婉雯   |
| 金漢俊   | 鄭室長   | AA電子的秘書室長。                           | 劉達斌   |
| 金慶民   | 申鐘植   | QK Korea韓國分社長。                         | 馮瀚輝   |
| 鄭東奎   |          | 昌仁市市長。                                 | 郭湛深   |
| 권혁수   |          | 韓勝基的堂叔。                               | 陸頌愚   |
| 朴根祿   | 韓成鎮   | 韓明E&C的社長。                              | 黃尉斯   |
| 鄭英道   |          | 訪問韓勝基的記者。                           | 馮瀚輝   |
| 김상일   | 尹本部長 | 韓明E&C前往昌仁事業部洽購智能健身鏡的代表。  | 郭湛深   |
| 黃泰光   | 孫泰誠   | 華善電子常務，申韓秀在華善電子任職時的上司。 | 李家傑   |
| 金在日   | 姜在赫   | GR電子常務。                                 | 葉子楓   |
| 金磐謙   |          | 姜在赫的助理。                               | 郭湛深   |
| 嚴慧秀   | 林韓雪   | 創業比賽参賽者。                             | 馮詠恩   |

## 收視率
| 集數       | 集數       | 播出日期   | AGB收視率        | AGB收視率      | TNMS收視率       |
| 集數       | 集數       | 播出日期   | 大韓民國（全國） | 首爾（首都圈） | 大韓民國（全國） |
| ---------- | ---------- | ---------- | ---------------- | -------------- | ---------------- |
| 1          | 1部        | 2021/06/23 | 3.0%             |                |                  |
| 1          | 2部        | 2021/06/23 | 3.9%             | 4.0%           |                  |
| 2          | 1部        | 2021/06/24 | 2.7%             |                |                  |
| 2          | 2部        | 2021/06/24 | 3.3%             | 3.8%           | 3.9%             |
| 3          | 1部        | 2021/06/30 | 2.7%             |                |                  |
| 3          | 2部        | 2021/06/30 | 3.6%             | 3.9%           |                  |
| 4          | 4          | 2021/07/01 | 3.0%             |                |                  |
| 5          | 5          | 2021/07/07 | 3.2%             |                |                  |
| 6          | 6          | 2021/07/08 | 3.0%             |                |                  |
| 7          | 7          | 2021/07/14 | 3.8%             | 4.0%           |                  |
| 8          | 8          | 2021/07/15 | 2.7%             |                |                  |
| 9          | 9          | 2021/07/21 | 3.3%             | 3.6%           |                  |
| 10         | 10         | 2021/07/22 | 3.3%             |                |                  |
| 11         | 11         | 2021/08/11 | 3.8%             | 3.6%           |                  |
| 12         | 12         | 2021/08/12 | 3.7%             | 3.7%           |                  |
| 13         | 13         | 2021/08/18 | 4.0%             | 4.3%           |                  |
| 14         | 14         | 2021/08/19 | 3.6%             |                |                  |
| 15         | 15         | 2021/08/25 | 3.5%             | 3.4%           |                  |
| 16         | 16         | 2021/08/26 | 4.3%             | 4.2%           | 4.8%             |
| 平均收視率 | 平均收視率 | 平均收視率 | 3.43%            | －             | －               |

- 收視最低的集數以藍色表示，收視最高的集數以紅色表示，而空格則表示該集的收視沒有相關數據。

## 提名及獲獎列表
| 年度   | 頒獎典禮          | 獎項                        | 入圍者         | 結果 |
| ------ | ----------------- | --------------------------- | -------------- | ---- |
| 2021年 | 第3屆亞洲內容大獎 | 最佳編劇                    | 鄭道允         | 提名 |
| 2021年 | MBC演技大獎       | 迷你劇部門 男子最優秀演技獎 | 鄭在詠         | 提名 |
| 2021年 | MBC演技大獎       | 迷你劇部門 女子最優秀演技獎 | 文素利         | 提名 |
| 2021年 | MBC演技大獎       | 迷你劇部門 男子優秀演技獎   | 李相燁         | 獲獎 |
| 2021年 | MBC演技大獎       | 迷你劇部門 女子優秀演技獎   | 金佳恩         | 提名 |
| 2021年 | MBC演技大獎       | 男子助演獎                  | 金南喜         | 提名 |
| 2021年 | MBC演技大獎       | 女子助演獎                  | 車清華         | 提名 |
| 2021年 | MBC演技大獎       | 男子新人獎                  | 林賢秀         | 提名 |
| 2021年 | MBC演技大獎       | 女子助演獎                  | 千熙珠         | 提名 |
| 2021年 | MBC演技大獎       | 最佳情侶獎                  | 鄭在詠＆文素利 | 提名 |

## 外部連結
- 韓國MBC官方網站
- MBC Global Media官方網站（中文）
- Daum上《直到瘋狂》的資料

| MBC 水木劇                                | MBC 水木劇                                      | MBC 水木劇 |
| ----------------------------------------- | ----------------------------------------------- | ---------- |
|                                           | （2021年6月23日－2021年8月26日）                |            |
| 有目標了 （2021年5月19日－2021年5月27日） | 以一當百執事 （2022年10月19日－2022年12月22日） |            |

| 新加坡 马来西亚 Oh!K 星期四、五 19:40 - 21:00 | 新加坡 马来西亚 Oh!K 星期四、五 19:40 - 21:00 | 新加坡 马来西亚 Oh!K 星期四、五 19:40 - 21:00 |
| --------------------------------------------- | --------------------------------------------- | --------------------------------------------- |
|                                               | 要是没疯的话 （2021年6月24日－2021年8月27日） |                                               |
| 有目標了 （2021年5月20日－2021年5月28日）     | 仁醫 （2021年9月30日－2021年12月10日）        |                                               |

| 香港 Now劇集台 星期一至五 21:00 - 22:00      | 香港 Now劇集台 星期一至五 21:00 - 22:00    | 香港 Now劇集台 星期一至五 21:00 - 22:00 |
| -------------------------------------------- | ------------------------------------------ | --------------------------------------- |
|                                              | 直到瘋狂 （2021年12月9日 - 2022年1月10日） |                                         |
| Imitation （2021年11月17日 - 2021年12月8日） | 惡魔法官 （2022年1月11日 - 2022年2月15日） |                                         |